# Isabelle Lévesque
Isabelle Lévesque, née le 24 décembre 1967, aux Andelys, dans l'Eure, est une poète et critique littéraire française à la Nouvelle Quinzaine littéraire. Elle anime aussi des rencontres et des lectures autour de la poésie. Elle a reçu, en 2018, le prix international de poésie francophone Yvan-Goll pour son recueil Voltige !.

## Racines
L'enfance d'Isabelle Lévesque est enracinée aux Andelys, en Normandie, près de Château-Gaillard. À ses yeux, les vestiges de cette  forteresse sont à l’image du poème : «  Souvent, un champ de ruines et au milieu quelque chose se débat qu’on peut sauver. » Le recueil Ossature du silence tisse explicitement le lien avec l’enfance perdue par un dialogue poétique avec les encres du père défunt.

## Œuvre

### Poésie
Elle commence à faire paraître des poèmes en 2009. Publié dans l’Anthologie Triages, en 2011, aux éditions Tarabuste, Or et le jour est son premier recueil. Isabelle Lévesque aime écrire à partir d’une expression première en laissant celle-ci lui inspirer un élan sonore et sémantique d’une manière naturelle, comme si le poème se déroulait de lui-même.
À partir de la publication de Voltige !, en 2017, les recueils d’Isabelle Lévesque sont remarqués dans la presse et sur Internet : Europe, no 1061-1062, septembre-octobre 2017 ; La Nouvelle Quinzaine littéraire, 16 mars 2018, no 1190 ; Le Blog des découvreurs avril 17 ; Le Matricule des Anges, no 184, juin 2017 ; Sitaudis, samedi 27 janvier 2018 ; La Nouvelle Quinzaine littéraire (no 1196, sortie le 16 juin 2018), Poezibao, (14 août 2018) ;  Texture (septembre 2018) ; Terres de femmes ; Paysages écrits (no 30 / octobre 2018) ; Europe (no 1075-1076 – nov./décembre 2018), Diérèse (no 74, novembre 2018).

### Dialogues
Thierry Metz fait partie des poètes qu'elle admire, tout comme Éric Sautou. La poésie d’Isabelle Lévesque se livre au dialogue, quand elle se relie à l’œuvre d’autres poètes - Jean-Philippe Salabreuil  (Ni loin ni plus jamais suivi de Suite pour Jean-Philippe Salabreuil), Pierre Dhainaut  (La grande année) -  ou de peintres comme Christian Gardair, Jean-Gilles Badaire, Colette Deblé, Gaetano Persechini, Fabrice Rebeyrolle, Marie Alloy.

### Œuvre critique
Membre durant plusieurs années du comité de rédaction de la revue Diérèse et collaboratrice de La Nouvelle Quinzaine littéraire pour la poésie contemporaine, elle écrit par ailleurs des articles pour les revues Europe, Terres de Femmes, Poezibao, Diérèse, Terre à ciel. En 2019 elle a préfacé Le Grainetier  premier récit  de Thierry Metz. Ce récit initiatique et onirique de jeunesse, d'avant les poèmes, a été initialement publié par épisodes par Jean Cussat-Blanc, de l'hiver 1979 à l'hiver 1982, dans la revue Résurrection. Elle est également membre du comité de rédaction de la revue en ligne "Terre à ciel".

### Photographies
Isabelle Lévesque a publié plusieurs recueils numériques de photographies, notamment de fleurs (Portraits de l’air, Expansion des coquelicots, En passer par là). 

## Publications
- 2010 D’ici le soir, éd. Encres Vives.
- 2010 La Reverdie, éd. Encres Vives.
- 2011 Trop l’hiver, éd. Encres Vives.
- 2011 Or et le jour in Anthologie Triages, éd. Tarabuste.
- 2011 Ultime Amer, éd. Raphaël de Surtis.
- 2011 Terre !, aquarelle de Jean-Claude Pirotte, éd. de l’Atlantique.
- 2012 Ossature du silence, préface de Pierre Dhainaut, encres de Claude Lévesque, éd. Les Deux-Siciles.
- 2013 Un peu de ciel ou de matin, postface de Pierre Dhainaut, peintures et dessins de Jean-Gilles Badaire, éd. Les Deux-Siciles.
- 2013 Va-tout, éd. des Vanneaux.
- 2014 Ravin des nuits que tout bouscule, préface de Pierre Dhainaut, éd. Henry – Prix des Trouvères 2013.
- 2015 Nous le temps l’oubli, peintures de Christian Gardair, éd. L’herbe qui tremble.
- 2017 Le Chemin des centaurées, livre d’artiste avec Fabrice Rebeyrolle, éd. Mains-Soleil.
- 2017 Voltige !, peintures de Colette Deblé, postface de Françoise Ascal, éd. L’herbe qui tremble – Prix international de poésie francophone Yvan Goll 2018.
- 2017 Source et l’orge, éd. Le Petit Flou.
- 2018 Ni loin ni plus jamais suivi de Suite pour Jean-Philippe Salabreuil, éd. Le Silence qui roule.
- 2018 La Grande Année, textes de Pierre Dhainaut et Isabelle Lévesque, photographies d’Isabelle Lévesque (L’herbe qui tremble, 2018).
- 2018 Le Fil de givre, peintures de Marie Alloy, éd. Al Manar.
- 2019 Chemin des centaurées, peintures de Fabrice Rebeyrolle, éd. L'Herbe qui tremble.
- 2019 C'est le vent, son secours, peintures de Marie Alloy, éd. Le Silence qui roule.
- 2021 En découdre, peintures de Fabrice Rebeyrolle, éd. L'Herbe qui tremble.
- 2022 Je souffle, et rien, peintures de Fabrice Rebeyrolle, éd. L'Herbe qui tremble.
- 2022 Elles, peintures de Fabrice Rebeyrolle, éd. Mains-Soleil, Prix Pierre Dhainaut du Livre d'artiste 2023.
- 2022 Je souffle, et rien., peintures de Fabrice Rebeyrolle, éd. L'Herbe qui tremble.
- 2023 La troisième voix, coécrit avec Pierre Dhainaut, peintures de Fabrice Rebeyrolle, éd. L'Herbe qui tremble.
- 2024 Magie renversée, coécrit avec Sabine Dewulf, peintures de Caroline François-Rubino, éd. Les Lieux-Dits.
- 2024 L'invention des couleurs, coécrit avec Pierre Dhainaut, photographies d'Isabelle Lévesque, éd. L'Ail des ours (coll. "Coquelicot").

En italien :
- 2013 Neve (livre d’artiste), traduction de Marco Rota, photographies de Raffaele Bonuomo, éd. Quaderni di Orfeo.
- 2015 Le tue braccia saranno (Tes bras seront), poèmes inédits traduits en italien par Marco Rota (Il ragazzo innocuo, coll. Scripsit Sculpsit).

## Anthologies
- 2010 Riverains des Falaises, Une anthologie des poètes en Normandie du XIe siècle à nos jours, textes rassemblés par Christophe Dauphin, éd. Clarisse.
- 2011 Jacques Basse, Visages de poésie – Anthologie, tome 5, éd. Rafael de Surtis.
- 2015 Il n’y a pas de meilleur ami qu’un livre, éd. Voix d’encre.
- 2017 Poésie naissante, Une anthologie contemporaine inédite, textes rassemblés par Mathieu Hilfiger, éd. Le Bateau Fantôme.
- 2018 L’eau entre nos doigts, dirigée par Claudine Bertrand, éd. Henry.
- 2018 Regards croisés en France, anthologie dirigée par Rocío Durán-Barba, éd. Allpamanda.
- 2023 Quelque part, le feu, dir. Claudine Bertrand, Les Écrits du Nord, éd. Henry.

## Édition numérique
- 2016 Même l’hiver, poème d’Isabelle Lévesque, peintures et photographies de Gaetano Persechini, éd. Ce qui reste.
- 2016 Portraits de l’air, poèmes de Pierre Dhainaut, photographies d’Isabelle Lévesque, éd. Ce qui reste.
- 2016 Expansion des coquelicots, poèmes de Jean-Pierre Chambon, photographies d’Isabelle Lévesque, éd. Ce qui reste
- 2017 En passer par là, poèmes de Jean-François Mathé, photographies d’Isabelle Lévesque, encres de Cécile A. Holdban, éd. Ce qui reste.

## Publication en revues
Friches, L’Arbre à paroles, N4728,Comme en poésie, Arpa, Contre-Allées, Écrits du Nord, Lieux d’Être, Verso, Littérales, Diérèse, Voix d’encre, Les Cahiers de la rue Ventura, Esprits poétiques, Recours au poème, La Revue Alsacienne de Littérature, Les Carnets d’Eucharis…

## Préfaces
- 2011 Thierry Metz, Carnet d’Orphée et Autres Poèmes, éd. Les Deux-Siciles.
- 2017 Thierry Metz, Terre (extraits), monotypes d’Yvonne Alexieff, éd. Ce qui reste.
- 2017 Angèle Paoli, Italies fabulae, éd. Al Manar.
- 2019 Thierry Metz, Le grainetier, éd. Pierre Mainard.
- 2019 Pierre Dhainaut, Transferts de souffles, éd. L’herbe qui tremble.

## Collaboration avec des artistes et poètes
Livres d'artiste avec le peintre Gaetano Persechini, visibles sur le blog du peintre, avec le peintre Fabrice Rebeyrolle et avec le peintre Michel Remaud.
Livres « pauvres » avec Pierre Dhainaut, Denise Le Dantec, Colette Deblé, Jean-Pierre Chambon, Cécile A. Holdban, Jean-Gilles Badaire, Jean-François Mathé…
- 2015 Exposition de peintures de Christian Gardair réalisées à partir d’extraits de Nous le temps l’oubli, Galerie Olivier Nouvellet.
- 2022 Exposition Fleurir encore du peintre Fabrice Rebeyrolle, Espace Maurice Rollinat, Vierzon.
- 2023 Distance des éclaircies, poèmes pour le catalogue de l’exposition Voler et nager de Catherine Bernis, éd. L’herbe qui tremble / Galerie Papiers d’Art.